# Huis Petrović
Het huis Petrović of Petrović-Njegoš (Servisch: Петровић of Петровић-Његош) was de dynastie die regeerde over Montenegro van 1696 tot 1918. Het huidige (2022) hoofd van de familie is prins Nikola II Petrovic Njegos, kleinzoon van Nikola I Petrovic Njegos, de laatste koning van Montenegro.

## Genealogie
Hieronder volgt een genealogie van het huis Petrović. Deze is niet compleet. Sommige personen hadden nakomelingen die onbelangrijk zijn voor de geschiedenis van Montenegro. Dit is aangegeven met een pijl (→). Anderen hadden meerdere nakomelingen, waarvan de belangrijkste zijn weergegeven door middel van: onder anderen

### Prins-bisschoppen (vladika′s) (1696-1851/52)
- Jerak (ca 1400-1450), kwam uit Herzegovina en vestigde zich in Njeguši (Njegoš)
  - Njegoš (ca 1425-ca 1485)
    - Petar (ca 1470-ca 1560)
      - Stepan († ca 1625)
        - Radul Heraković (ca 1620-?)
          - Ivan Heraković (Crmnica ca 1648-?)
            - Ivan Petrović (Crmnica ca 1697-?)
            - Sava II Petrović (Crmnica 18 januari 1702-9 maart 1782), vladika van Montenegro 1735-1782, regeerde tussen 1750 en 1766 samen met Vasilije III

          - Ščepac Heraković (ca 1650-?); ∞ (ca 1669) Slava Martinović; hun nakomelingen droegen de naam Petrović
            - Radul (ca 1670-?); ∞ (Njeguši ca 1708) Vladica N
              - Ðuro (Njeguši ca 1711-?); ∞ (ca 1735) Kojaca Vuković
                - Ivan (Njeguši ca 1736-ca 1766)
                - Nikola (Nikolaas) (Njeguši ca 1740-ca [1766); ∞ (ca 1760) Stana Gopcević; onder anderen
                  - Ivo (Njeguši ca 1763-?); ∞ (ca 1787) Stana Kitanović
                    - Gajo (Njeguši ca 1788-ca 1864); ∞ I (ca 1812) Ljiljana Bogdanović; ∞ II Marija Kadija; uit zijn tweede huwelijk onder anderen
                      - Ðuro (Nejguši 1856-1922); ∞ Cane Ðurasković
                        - Milo (Njeguši 3 september 1889-22 november 1978); ∞ (Santa Barbara 3 september 1927) Helena Smith († 1964)
                          - Milena (Los Angeles 23 oktober 1928-Santa Ana 14 februari 2005)

              - Vassilije III (Njeguši 9 januari 1717-Sint-Petersburg 21 maart 1766), vladika van Montenegro 1750-1766, regeerde samen met Sava II

            - Danilo (Njeguši 20 december 1675-21 januari 1735), vladika van Montenegro 1696-1735
            - Petar (ca 1674-?); →
            - Damjan (ca 1676-?)
              - Ivo (ca 1700-?); →
              - Marko (Njeguši ca 1702-?); ∞ (ca 1745) Anđelija Martinović
                - Tomo (ca 1768-ca 1858); ∞ (ca 1810) Ivana Proroković (ca 1785-1858)
                  - Pero (Njeguši ca 1811-1854), president van de Senaat; regent van Montenegro 1851-1852; ∞ I Gorde Vrbica; ∞ II Jovanka Ðurasković; ∞ III (ca 1842) Gospava Bulajić; →
                  - Radovoje/Peter II (Heraković 13 juli 1813-Cetinje 31 oktober 1851), vladika van Montenegro 1830-1851

                - Peter I (Njeguši 4 april 1747-Cetinje 31 oktober 1830), vladika van Montenegro 1766-1830
                - Savo (1760-1850); ∞ (1783) Mare Milić; →
                - Stijepo (Njeguši ca 1770-?); ∞ (ca 1788) Anđelija Radamović; voor zijn nakomelingen zie hieronder

            - Luka (ca 1678-?); ∞ Mara N

### Vorsten en koningen (1851/52-heden)
Stijepo van Petrović (Njeguši ca 1770-?) en Anđelija Radamović hadden nakomelingen:
- Mitar (ca 1789-ca 1824), aartsbisschop van Montenegro
- Stanko (Njeguši 1790-1851); ∞ (Njeguši 1816) Krstinja Vrbica (Njeguši ca 1796-?); hun nakomelingen droegen de naam Petrović-Njegoš
  - Mirko (Njeguši 10 september 1820-aldaar 1 augustus 1867); ∞ (Njeguši 7 november 1840) Stana Martinović (Baice 27 juni 1824-Cetinje 12 januari 1895); onder anderen:
    - Nicolaas I (Njeguši 7 oktober 1841-Cap d′Antibes 1 maart 1921), vorst 1860-1910 en koning 1910-1918 van Montenegro; ∞ (Cetinje 8 november 1860 Milena Vukotić (Čevo 4 mei 1847-Cap d'Antibes 16 maart 1923)
      - Ljubica (Zorka) (Cetinje 23 december 1864-aldaar 28 maart 1890); ∞ (Cetinje 11 augustus 1883) Petar Karađorđević (Belgrado 11 juli 1844–aldaar 26 augustus 1921), als Peter I koning van Joegoslavië 1903-1921
      - Milica (Cetinje 26 juli 1866-Alexandrië 5 september 1951); ∞ (Peterhof) 7 augustus 1889) grootvorst Peter van Rusland (Sint-Petersburg 22 januari 1864-Cap d'Antibes 17 juni 1931)
      - Anastasija (Cetinje 4 januari 1868-Cap d'Antibes 15 november 1935); ∞ I (Peterhof 28 augustus 1889, gescheiden 15 november 1906) George van Leuchtenberg (Sint-Petersburg 29 februari 1852-Parijs 3 mei 1912), hertog van Leuchtenberg, prins Romanovski; ∞ II (Jalta 12 mei 1907) grootvorst Nicolaas van Rusland (Sint-Petersburg 18 november 1856-Cap d'Antibes 5 januari 1929)
      - Marija (Maritza) (Cetinje 29 maart 1869-Sint-Petersburg 7 mei 1885)
      - Danilo Aleksander (Cetinje 29 juni 1871-Wenen 24 september 1939), titulair koning van Montenegro 1-7 maart 1921; ∞ (Cetinje 27 juli 1899) hertogin Jutta van Mecklenburg-Strelitz (Neustrelitz 24 januari 1880-Rome 17 februari 1946), dochter van groothertog Adolf Frederik V van Mecklenburg-Strelitz
      - Jelena (Cetinje 8 januari 1873-Montpellier 28 november 1952); ∞ (Rome 24 oktober 1896) prins Victor Emanuel van Savoye (Napels 11 november 1869-Alexandrië 28 december 1947), prins van Piëmont; als Victor Emanuel III koning van Italië 1900-1946
      - Anna (Cetinje 18 augustus 1874-Montreux 22 april 1971); ∞ (Cetinje 18 mei 1897) prins Frans Jozef van Battenberg (Padua 24 september 1861-Schaffhausen 31 juli 1924)
      - Sofija (Cetinje 2 mei 1876-aldaar 14 juni 1876)
      - Mirko Dimitri (Cetinje 17 april 1879-Wenen 2 maart 1918), groot-voivode van Grahovo en Zeta; ∞ (Cetinje 25 juli 1902, gescheiden oktober 1917) Natalija Konstantinović (Triëst 10 oktober 1882-Parijs 21 augustus 1950), een nicht van koning Alexander Obrenović van Servië
        - Ščepac (Stefan) (Cetinje 27 augustus 1903-Cannes 15 maart 1908)
        - Stanislav (Cetinje 30 januari 1905-Cattaro 4 januari 1908)
        - Mihailo (Michael) (Podgorica 14 september 1908-Parijs 24 maart 1986), titulair koning van Montenegro 1921-1986; ∞ (Parijs 27 januari, gescheiden 11 augustus 1949) Geneviève Prigent (Saint-Brieuc 4 december 1919-Lannion 26 januari 1990) 
          - Nikola (Nicolaas) (° Saint-Nicolas-du-Pélem 7 juli 1944); ∞ (Trebeurden 27 november 1976) Francine Navarro (° Casablanca 27 januari 1950)
            - Altinija (° Les Lilas 27 oktober 1977)
            - Boris (° Les Lilas 21 januari 1980)

        - Pavel (Paul) (Podgorica 16 mei 1910-Parijs 3 juni 1933), prins van Raska
        - Emanuel (Cetinje 10 juni 1912-Biarritz 26 maart 1928)

      - Ksenia (Xenia) (Cetinje 22 april 1881-Parijs 10 maart 1960)
      - Vera (Rijeka 22 februari 1887-Cap d'Antibes 31 oktober 1927)
      - Petar (Cetinje 10 oktober 1889-Merano 7 mei 1932), groot-voivode van Zahumlje; ∞ (Parijs 29 april 1924) Violet Wegner (Londen 26 januari 1887-Monte Carlo 17 oktober 1960)

  - Danilo II (Njeguši 2 juni 1826-Cattaro 13 augustus 1860), vladika (1851-1852) en vorst (1852-1860) van Montenegro; ∞ (Njeguši 12 januari 1855) Darinka Kvekić (Triëst 31 december 1837-14 februari 1892), dochter van Marko Kvekić en gravin Elisabeth Mirković 
    - Olga (Cetinje 19 maart 1859-Venetië 21 september 1896)

  - Rake; ∞ Petar Kaluđerović
- Joko (Njeguši ca 1792-1846); ∞ Mande Bulajić; →